# 莱萨勒 (德塞夫勒省)
莱萨勒（法語：Les Alleuds，法語發音：[le.z‿alø] ⓘ）是法国德塞夫勒省的一个旧市镇，属于尼奥尔区。2017年，莱萨勒与市镇古尔奈-卢瓦泽合并为新市镇阿卢瓦奈。

## 地理
莱萨勒（46°9'50"N, 0°0'26"W）面积9.15 平方千米，位于法国新阿基坦大区德塞夫勒省，该省份为法国西部内陆省份，北起曼恩-卢瓦尔省，西接旺代省，南至夏朗德省和滨海夏朗德省，东临维埃纳省。
与莱萨勒接壤的市镇（或旧市镇、城区）包括：克吕塞拉波姆赖、古尔奈-卢瓦泽、梅勒朗、圣樊尚拉沙特尔。

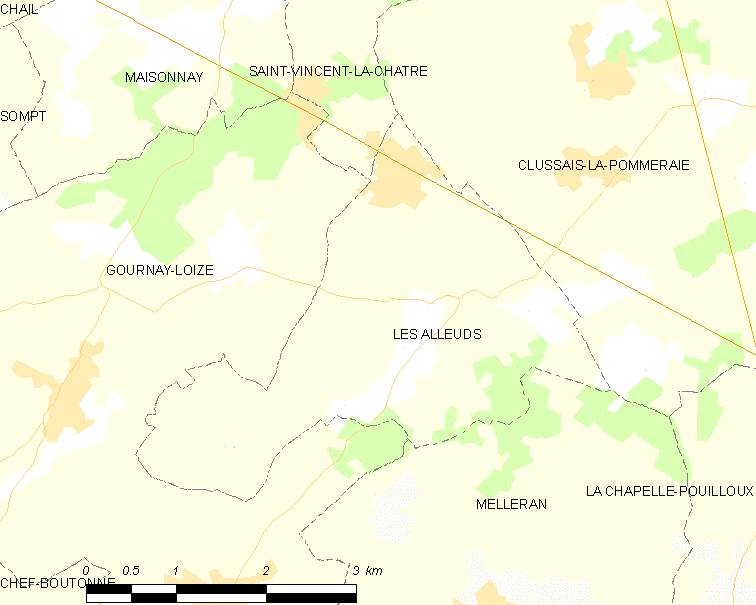
的OSM定位图

莱萨勒的时区为UTC+01:00、UTC+02:00（夏令时）。

## 行政
莱萨勒的邮政编码为79190，INSEE市镇编码为79006。

## 政治
莱萨勒所属的省级选区为梅勒县。

## 人口

1962-2008年间人口变化图示

莱萨勒于2018年1月1日时的人口数量为286人。